# (1949) Messina
(1949) Messina (aussi nommé 1936 NE) est un astéroïde de la ceinture principale, découvert le 8 juillet 1936 par Cyril V. Jackson à Johannesburg, en Afrique du Sud. 
Il a été nommé d'après la ville de Musina (qui s'appelait Messina à cette époque).